# Strahinja Jovančević
Strahinja Jovančević (serbisch-kyrillisch Страхиња Јованчевић, * 28. Februar 1993 in Belgrad, Bundesrepublik Jugoslawien) ist ein serbischer Leichtathlet, der sich auf den Weitsprung spezialisiert hat. 2019 gewann er in dieser Disziplin die Bronzemedaille bei den Halleneuropameisterschaften in Glasgow.

## Sportliche Laufbahn

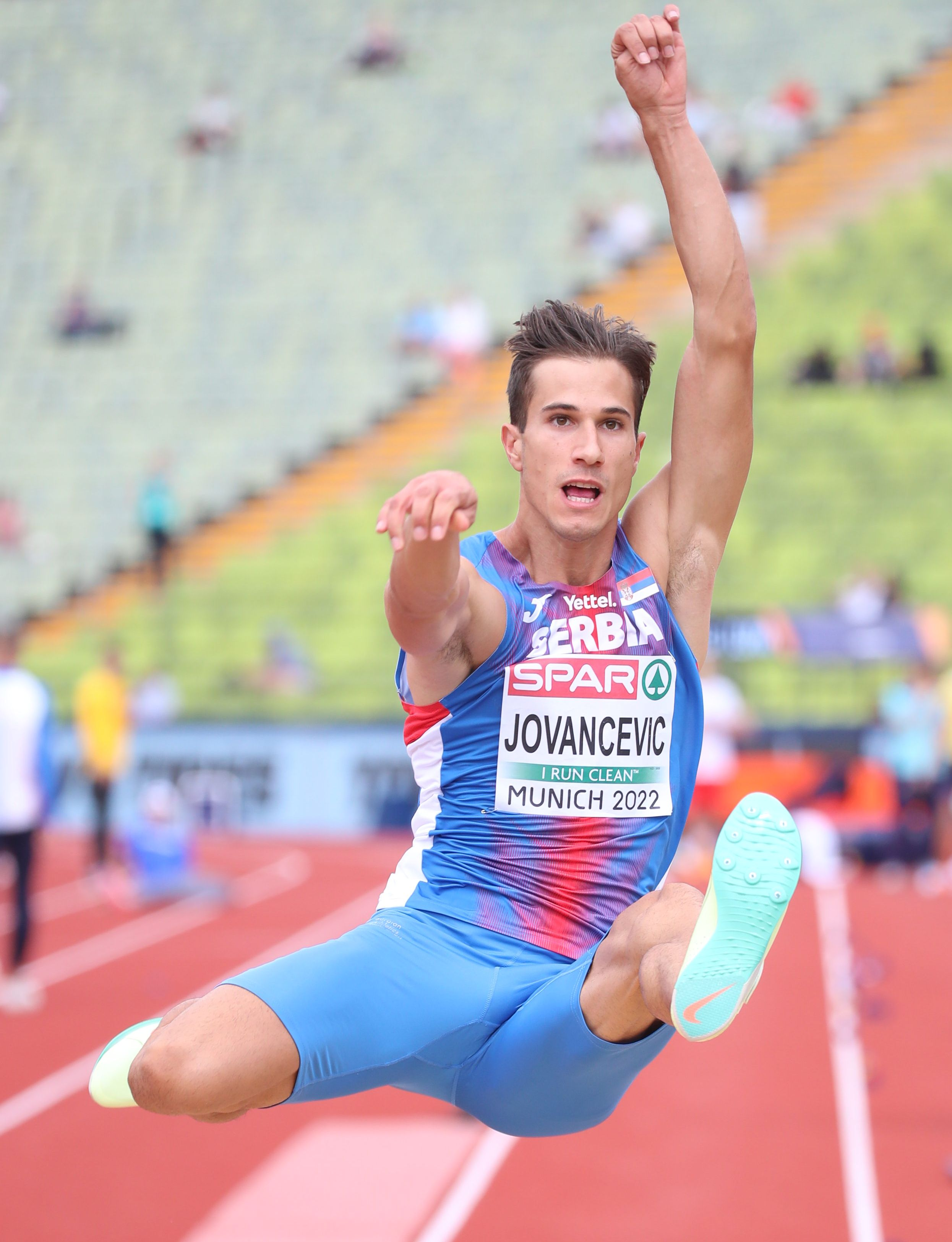
Jovančević bei den European Championships 2022 in München

Erste internationale Erfahrungen sammelte Strahinja Jovančević im Jahr 2011, als er bei den Balkan-Meisterschaften in Sliwen mit einer Weite von 6,81 m den sechsten Platz belegte. Anschließend gelangte er bei den Junioren-Balkan-Meisterschaften in Edirne mit 6,86 m auf Rang vier. 2014 gewann er bei den Balkan-Hallenmeisterschaften in Istanbul mit 7,62 m die Silbermedaille hinter dem Kroaten Dino Pervan und im Juli belegte er bei den Balkan-Meisterschaften in Pitești mit 7,52 m den sechsten Platz und gewann zudem mit der serbischen 4-mal-100-Meter-Staffel in 41,38 s die Silbermedaille hinter dem rumänischen Team. Im Jahr darauf gelangte er bei den Balkan-Meisterschaften in Pitești mit 7,30 m auf Rang neun und 2016 siegte er mit 7,92 m bei den Balkan-Meisterschaften ebendort im Weitsprung und im Staffelbewerb gewann er in 40,83 s die Silbermedaille hinter den Teams aus der Türkei und Slowenien. Im Jahr darauf gelangte er bei den Balkan-Hallenmeisterschaften in Belgrad mit 7,15 m auf Rang 13 und kurz darauf verpasste er bei den Halleneuropameisterschaften ebendort mit 7,47 m den Finaleinzug. Im Juli gewann er bei den Balkan-Meisterschaften in Novi Pazar mit 7,75 m die Silbermedaille hinter seinem Landsmann Lazar Anić und anschließend belegte er bei der Sommer-Universiade in Taipeh mit 7,52 m den achten Platz. 2018 belegte er bei den Balkan-Hallenmeisterschaften in Istanbul mit 7,43 m den fünften Platz und im Juli gewann er bei den Freiluftmeisterschaften in Stara Sagora mit 7,70 m die Silbermedaille hinter dem Griechen Miltiadis Tendoglou. Anschließend verpasste er bei den Europameisterschaften in München mit 7,69 m den Finaleinzug.
2019 gewann er bei den Balkan-Hallenmeisterschaften in Istanbul mit 7,58 m die Bronzemedaille hinter dem Rumänen Gabriel Bitan und Izmir Smajlaj aus Albanien. Anschließend sicherte er sich auch bei den Halleneuropameisterschaften in Glasgow mit neuem Landesrekord von 8,03 m die Bronzemedaille und musste sich dort nur dem Griechen Miltiadis Tendoglou und Thobias Montler aus Schweden geschlagen geben. Im September belegte er bei den Balkan-Meisterschaften in Prawez mit 7,70 m den fünften Platz. Im Jahr darauf gewann er bei den Balkan-Hallenmeisterschaften in Istanbul mit 7,79 m die Bronzemedaille hinter dem Albaner Izmir Smajlaj und Jaroslaw Isatschenkow aus der Ukraine. Im September sicherte er sich bei den Balkan-Meisterschaften in Cluj-Napoca mit 7,79 m die Silbermedaille hinter dem Kroaten Marko Čeko und 2022 belegte er bei den Balkan-Meisterschaften in Craiova mit 7,74 m den fünften Platz im Weitsprung und gewann in der 4-mal-100-Meter-Staffel in 39,85 s die Silbermedaille hinter dem rumänischen Team. Anschließend schied er bei den Europameisterschaften in München mit 7,34 m in der Qualifikationsrunde aus. Im Jahr darauf verpasste er bei den Halleneuropameisterschaften in Istanbul mit 7,50 m den Finaleinzug. Im Juni wurde er bei der 2. Liga der Team-Europameisterschaft im Rahmen der Europaspiele in Chorzów mit 7,66 m Sechster, ehe er bei den Balkan-Meisterschaften in Kraljevo mit 7,89 m die Goldmedaille gewann. 2024 gelangte er bei den Europameisterschaften in Rom mit 7,62 m auf Rang zehn und im Jahr darauf wurde er bei der 2. Liga der Team-Europameisterschaft in Maribor in 40,02 s Sechster im B-Lauf über 4-mal 100 Meter. Anschließend verpasste er bei den Balkan-Meisterschaften in Volos mit 10,89 s den Finaleinzug über 100 Meter und belegte mit der Staffel in 40,25 s den vierten Platz.
In den Jahren 2014 und 2018 sowie 2020 und 2023 wurde Jovančević serbischer Meister im Weitsprung im Freien sowie 2014 und von 2018 bis 2020 in der Halle. Zudem wurde er 2014 Hallenmeister im 60-Meter-Lauf. 

## Persönliche Bestleistungen
- 100 Meter: 10,61 s (+1,2 m/s), 8. August 2020 in Novi Sad
  - 60 Meter (Halle): 6,73 s, 16. Januar 2021 in Belgrad
- Weitsprung: 8,05 m (0,0 m/s), 11. September 2020 in Berane